# Ermite roussâtre
Phaethornis ruber
Espèce
Répartition géographique
Statut de conservation UICN

 LC  : Préoccupation mineure
Statut CITES
L'Ermite roussâtre (Phaethornis ruber) est une espèce d'oiseaux de la famille des Trochilidae.

## Liste des sous-espèces
Selon la classification de référence du Congrès ornithologique international (15.1, 2025) :
- Phaethornis ruber episcopus Gould, 1857 — est du Venezuela, Guyana et nord-ouest du Brésil ;
- Phaethornis ruber ruber (Linnaeus, 1758) — Suriname, Guyane, Amazonie et Brésil ;
- Phaethornis ruber nigricinctus Lawrence, 1858 — ouest de l'Amazonie ;
- Phaethornis ruber longipennis Berlepsch & Stolzmann, 1902 — centre-est du Pérou.